# كريس سينغلتون (مغني)
كريس سينغلتون (بالإنجليزية: Chris Singleton)‏ هو مغني وكاتب أغاني أيرلندي، ولد في 1977 في دبلن في جمهورية أيرلندا.